# Gare de Bryn
La gare de Bryn (en norvégien : Bryn stasjon), est une gare ferroviaire norvégienne des lignes Hovedbanen et de Loenga à Alnabru. Elle est située à Bryn, quartier de la ville d'Oslo dans la région d'Østlandet.
C'est une halte voyageurs des Norges Statsbaner (NSB), desservie par des trains locaux.

## Situation ferroviaire
Établie à 78 mètres d'altitude, la gare de Bryn est située au point kilométrique (PK) 3,89 de la ligne Hovedbanen, entre les gares ouvertes d'Oslo et de Grorud. C'est également une gare de la ligne de Loenga à Alnabru.

## Histoire
Dès la mise en service de la ligne en 1854, la gare de Bryn fut un lieu d'arrêt obligatoire pour les trains afin que des freins puissent être installés sur les wagons en raison de la pente très forte entre  Bryn et Oslo. 
En 1858, la gare devient un véritable arrêt pour les personnes et les marchandises.

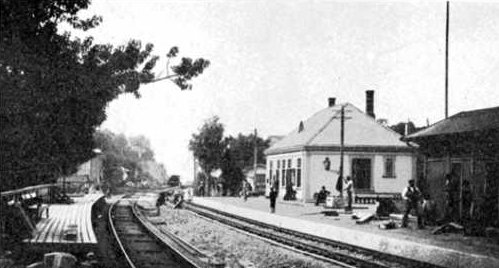
La gare en 1905

La première halle de marchandise était un petit bâtiment en bois qui fut remplacé en 1880 par un plus grand bâtiment en brique qui servait à la fois de halle et de gare. 
La création de la ligne ferroviaire Loenga–Alnabru nécessita la mise en place d'une troisième voie qui fut installée près de la halle. Une nouvelle gare fut alors construite en 1904. Quant au bâtiment de 1880 fut transformé en habitation : dans un premier temps pour le chef de gare puis pour le personnel de la NSB. Depuis 1993, l'association du chemin de fer norvégien (Norsk Jernbaneklubb)  y a établi son siège.
Bryn fut autrefois une gare importante avec un trafic de marchandise important avec de nombreuses infrastructures qui depuis les années 1970 et le déclin du trafic de fret ont été démolies.
En 1972, la gare a été automatisée. En 1975, un billetterie automatique a été mise en place et qui peut toujours être utilisée aujourd'hui.

## Services des voyageurs

### Accueil
Halte NSB, c'est un point d'arrêt non géré (PANG) à accès libre. Elle est équipée d'automates pour l'achat de titres de transport et d'abris de quai.
L'accès au quai central et la traversée des voies s'effectuent par des escaliers et un passe sur le pont routier qui surplombe la gare.

### Desserte
Bryn est desservie par des trains locaux de la relation Lillestrøm - Spikkestad.

### Intermodalité
Un parc pour les vélos y est aménagé. Des tramways du réseau des tramways d'Oslo et des bus du réseau urbain, ont un arrêt à proximité.